# Phở

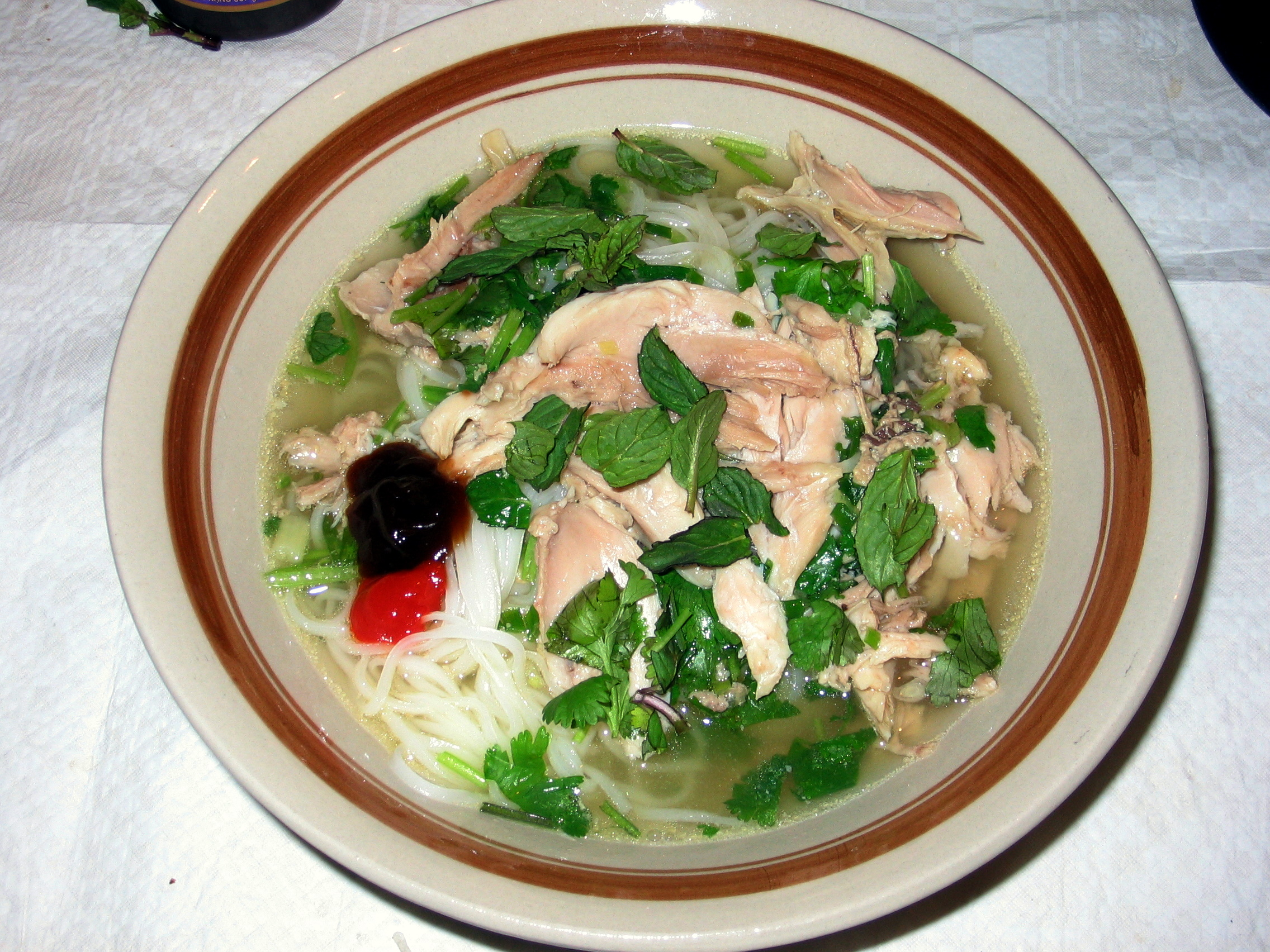
Phở med bland annat kyckling och basilika.

Phở är en vietnamesisk maträtt bestående av nudelsoppa. Oftast innehåller den nöt- eller kycklingkött tillsammans med kryddor och risnudlar. Den serveras ofta i enkla gatukök till låga priser vid alla tidpunkter på dygnet. Den äts vanligtvis med ätpinnar och en sked. Rätten uppstod i början av 1900-talet i norra Vietnam och spreds söderut med personer som flydde av politiska skäl.
Exempel på kryddor i phở är thaibasilika, kanel, stjärnanis, ingefära, koriander och kardemumma.